# Eric Nordlander (läkare)
Eric Oscar Vilhelm Nordlander, född 23 mars 1901 i Gävle, död 3 april 1982 i Danderyds församling, var en svensk läkare.
Nordlander, som var son till filosofie doktor Amandus Nordlander och Anna Siward, blev efter studentexamen i Gävle 1920 medicine kandidat vid Uppsala universitet 1925, medicine licentiat där 1930, medicine doktor vid Karolinska Institutet i Stockholm 1948 på avhandlingen Studier över parotit-orchitens influens på spermiogenesen och docent i obstetrik och gynekologi vid Karolinska institutet 1950. Han tjänstgjorde vid olika sjukhus 1931–1941, vid kvinnokliniken på Karolinska sjukhuset från 1942 och var biträdande överläkare där 1956–1968.
Nordlander blev förste marinläkare i reserven 1947. Han var ledamot av Societé Française de Gynécologie, av American Society for Fertility och Deutsche Gesellschaft zum Studium der Fertilität und Sterilität samt hedersledamot i Nordiska fertilitetsklubben. Han var generalsekreterare för Europa i International Society for Fertility 1953–1956. Han skrev artiklar i kirurgi, radiologi, obstetrik och gynekologi. Nordlander är begravd på Galärvarvskyrkogården i Stockholm.